# Wapen van Drachten

Wapen van Drachten

Het wapen van Drachten is het wapen van de Nederlandse plaats Drachten, in de Friese gemeente Smallingerland. Het wapen werd in de huidige vorm in 1986 geregistreerd.

## Geschiedenis
Drachten is een van de Friese dorpen waarvan een oud dorpswapen is overgeleverd. Het wapen komt voor op de windwijzer van de Grote Kerk van Drachten uit 1743.

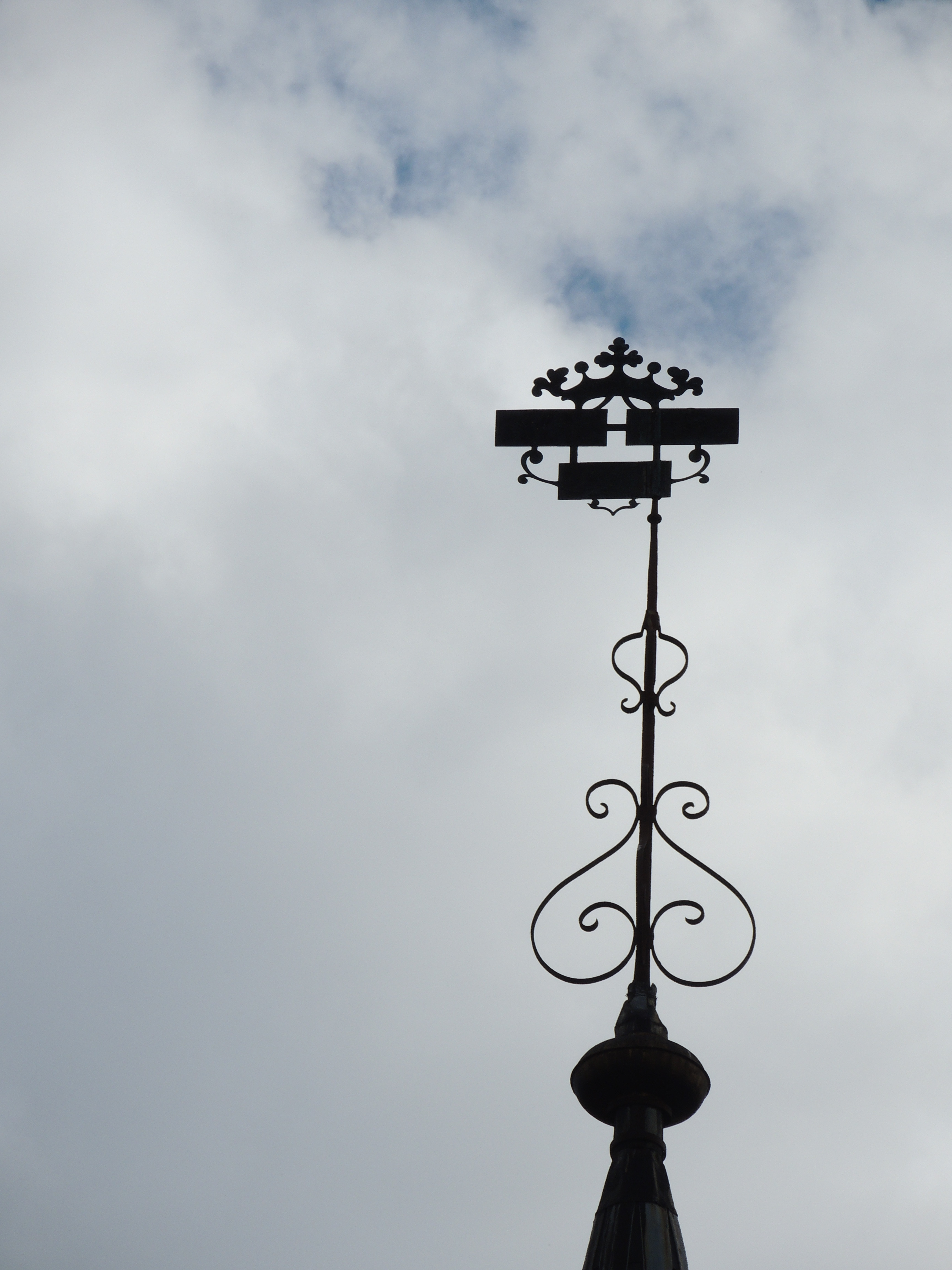
Het wapen van Drachten op de windwijzer van de Grote Kerk van Drachten.

## Beschrijving
Hoewel de officiële blazoenering niet vermeld wordt, luidt de beschrijving van het wapen als volgt in het Fries:
Lykas bekend is fiert Drachten in wapen fan sulver mei trije swarte turven deryn, pleatst twa-ien.
De Nederlandse vertaling luidt als volgt:
Zoals bekend is, voert Drachten een wapen van zilver met drie zwarte turven erin, geplaatst twee-een.
De heraldische kleuren zijn: zilver (zilver) en sabel (zwart). Het schild wordt gedekt door een zogenaamde "vleckekroon".

## Symboliek
- Turven: verwijzen naar de vervening in het gebied.[2]
- Kroon: het wapen wordt gedekt door een zogenaamde "vleckekroon", voorbehouden aan dorpen met stadse kenmerken.[1]

## Zie ook

Vlag van Drachten